# Jürgen Zeh
Jürgen Zeh (* 1. Juni 1943 in Gera) ist ein deutscher Sozialwissenschaftler und Hochschullehrer.

## Leben und Wirken
Jürgen Zeh studierte nach seiner Reifeprüfung 1963 am Nicolaus-Cusanus-Gymnasium Bonn und dem Wehrdienst bei der Bundeswehr (1963 bis 1965) Volkswirtschaftslehre an der Universität Bonn. 1969 absolvierte er dort die Prüfung zum Diplom-Volkswirt. Von 1969 bis 1974 war er als wissenschaftlicher Mitarbeiter am Sozialwissenschaftlichen Forschungsinstitut der Konrad-Adenauer-Stiftung in Alfter tätig, unterbrochen durch Studienaufenthalte an der University of Essex und der University of Michigan. 1976 promovierte er mit einer Arbeit unter dem Titel Der Verzerrungsfehler durch Ausfälle bei Meinungsbefragungen an der Universität Bonn bei dem Volkswirt und Soziologen Gottfried Eisermann. Von 1975 bis 1985 arbeitete Zeh als wissenschaftlicher Assistent am Institut für Wirtschafts- und Sozialwissenschaften der Universität Bonn, wo er sich 1982 habilitierte. Von 1985 bis 1990 lehrte er als Professor auf Zeit an der Universität Mainz. Anschließend war er freiberuflich tätig.
Die Arbeitsschwerpunkte von Jürgen Zeh liegen vor allem auf dem Gebiet der Wahlforschung und Empirischen Sozialforschung bzw. ihrer Methodik. Eingehend beschäftigte er sich mit der deutschen Minderheit in Dänemark und der Deutschsprachigen Gemeinschaft in Ostbelgien.

## Veröffentlichungen
- (mit Christian Stocks): Die britischen Unterhauswahlen 1974. Sozialwissenschaftliches Forschungsinstitut der Konrad-Adenauer-Stiftung, Bonn 1975.

- (mit Gottfried Eisermann): Oberschüler in der Gesellschaft von heute und morgen. Resultate einer empirischen Untersuchung über Leistungsmotivation bei deutschen Oberschülern. In: Kölner Zeitschrift für Soziologie und Sozialpsychologie, Bd. 28 (1976), S. 98–126.
- (mit Gottfried Eisermann): Die deutsche Sprachgemeinschaft in Ostbelgien. Ergebnisse einer empirischen Untersuchung (= Minoritäten, Medien und Sprache, Bd. 1). Enke, Stuttgart 1979, ISBN 3-432-90461-4 (2. Aufl. 1980).
- Die deutsche Sprachgemeinschaft in Nordschleswig. Ein soziales Gebilde im Wandel (= Minoritäten, Medien und Sprache, Bd. 3). Enke, Stuttgart 1982, ISBN 3-432-92281-7.
- Nordschleswig. Eine sprachsoziologische Betrachtung. In: Grenzfriedenshefte, Jg. 1984, H. 2, S. 83–96.
- Ergebnisse einer komparativen Analyse des Sprachgebrauchs in Minderheiten. In: Communications, Bd. 10 (1984), H. 1–3, S. 15–30.
- Telefonumfragen als Instrument bei kommunikationswissenschaftlichen Fragestellungen. In: Publizistik, Bd. 31 (1986), S. 407–422.
- Journalismus als Präzisionsjournalismus . Sozialwissenschaftliche Methodenlehre in der Journalistenausbildung. In: Jürgen Wilke (Hrsg.): Zwischenbilanz der Journalistenausbildung (= Schriftenreihe der Deutschen Gesellschaft für Publizistik- und Kommunikationswissenschaft, Bd. 14). Ölschläger, München 1987, S. 145–166, ISBN 3-88295-126-5.
- Sprachgebrauch im Wandel. Zum Einsatz der Kohortenanalyse in Sprachsoziologie und Kommunikationsforschung. In: Communications, Bd. 13 (1987), H. 1, S. 83–108.
- Deutschsprachige Minderheitenzeitungen in Nordschleswig, Ostbelgien und Südtirol. In: Grenzfriedenshefte, Jg. 1988, H. 3, S. 197–210.
- Soziale Kontrolle durch öffentliche Meinung. Soziologische Betrachtung einer kommunikationswissenschaftlichen Problemstellung. In: Publizistik, Bd. 34 (1989), S. 29–45.
- Wahlberichterstattung durch Auslandskorrespondenten. In: Publizistik, Bd. 35 (1990), S. 169–183.
- Parteien und Politiker in der Wahlberichterstattung europäischer Tageszeitungen. Lang, Frankfurt/M. 1992, ISBN 3-631-44578-4.
- Sprachverlagerung in Minderheiten und Möglichkeiten der Ursachenzuordnung. In: Dieter Fritz-Assmus (Hrsg.): Wirtschaftsgesellschaft und Kultur. Gottfried Eisermann zum 80. Geburtstag (= Beiträge zur Wirtschaftspolitik, Bd. 70). Haupt, Bern u. a. 1998, S. 257–278, ISBN 3-258-05881-4.